# Aleurodiscus taxicola
Aleurodiscus taxicola är en svampart som beskrevs av K.S. Thind & S.S. Rattan 1974. Aleurodiscus taxicola ingår i släktet Aleurodiscus och familjen Stereaceae.   Inga underarter finns listade i Catalogue of Life.